# Siphlonurus columbianus
Espèce
Siphlonurus columbianus est une espèce d'insectes appartenant à l'ordre des Éphéméroptères.

## Répartition géographique
On trouve cette espèce au Canada et dans le territoire américain continental.